# 牛尾湯

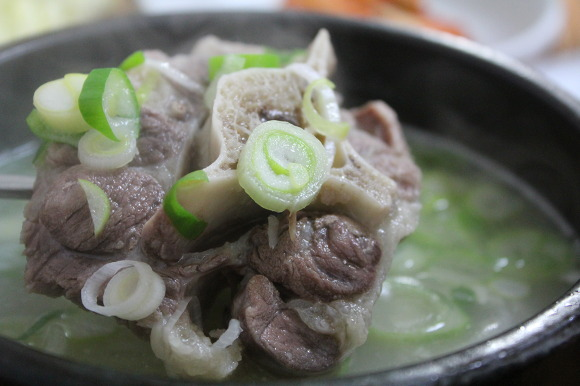
牛骨湯

牛骨湯，是一種韓國的湯類料理，用牛的肋骨、膝部、尾巴和內臟長時間慢火煮成奶白色而食。
這種湯通常配白飯食用或做成湯飯。